# Kingston (Washington)
Kingston és una concentració de població designada pel cens dels Estats Units a l'estat de Washington. Segons el cens del 2000 tenia 1.611 habitants.

## Demografia
Segons el cens del 2000, Kingston tenia 1.611 habitants, 685 habitatges, i 452 famílies. La densitat de població era de 377 habitants per km².
Dels 685 habitatges en un 30,1% hi vivien nens de menys de 18 anys, en un 54,9% hi vivien parelles casades, en un 7,3% dones solteres, i en un 34% no eren unitats familiars. En el 26,7% dels habitatges hi vivien persones soles el 10,2% de les quals corresponia a persones de 65 anys o més que vivien soles. El nombre mitjà de persones vivint en cada habitatge era de 2,35 i el nombre mitjà de persones que vivien en cada família era de 2,86.
Per edats la població es repartia de la següent manera: un 23,8% tenia menys de 18 anys, un 4,4% entre 18 i 24, un 28,9% entre 25 i 44, un 27,7% de 45 a 60 i un 15,1% 65 anys o més.
L'edat mediana era de 41 anys. Per cada 100 dones de 18 o més anys hi havia 87,6 homes.
La renda mediana per habitatge era de 40.347 $ i la renda mediana per família de 54.583 $. Els homes tenien una renda mediana de 43.839 $ mentre que les dones 25.781 $. La renda per capita de la població era de 24.212 $. Aproximadament el 9,2% de les famílies i l'11,2% de la població estaven per davall del llindar de pobresa.

## Poblacions més properes
El següent diagrama mostra les poblacions més properes.